# Хирм
Хирм (нем. Hirm) — посёлок (нем. Gemeinde) в Австрии, в федеральной земле Бургенланд. 
Входит в состав округа Маттерсбург.  Население составляет 926 человек (на 31 декабря 2005 года). Занимает площадь 3,1 км². Официальный код  —  10603.

## Политическая ситуация
Бургомистр коммуны — Инге Пош (СДПА) по результатам выборов 2002 года.
Совет представителей коммуны (нем. Gemeinderat) состоит из 15 мест.
- СДПА занимает 11 мест.
- АНП занимает 4 места.